# 天流
天流（てんりゅう）は斎藤伝鬼房が開いた武術流派。剣術、槍術、薙刀術、鎖鎌術、棒術、手裏剣術、取手・小具足（柔術）などを含む流派であったが、系統によって伝える内容は異なる。

## 歴史
開祖の斎藤伝鬼房は、常陸国真壁郡井手（現、茨城県桜川市）出身と伝えられ、初め塚原卜伝に新当流を学び、1581年（天正9年）、鎌倉の鶴岡八幡宮に参籠中に夢で剣の妙技が記された巻物を天から授かり天流と称したと伝えられる。
斎藤伝鬼房は塚原卜伝の弟子とされ、「天流正伝新当流」と称する系統の天流もあったことから、天流は塚原卜伝の新当流系の流派で間違いないと思われるが、旧東京教育大学体育学部図書館所蔵の伝書『天流諸目録』の中の他流極意の内容を記した『天流外物』には、新当流の極意が記されているほか、有馬新当流、京流、新陰流、当流、陰流、一羽流などの技が記されている。この伝書は、天流を開いたとされる年の1581年（天正9年）に斎藤伝鬼房（原文では「伝輝房一斎」）より斎藤摂津守定盛に与えられたとされており、これが正しければ、卜伝の新当流だけでなく多くの流派を学んで天流を開いたことになる。また、伝書の内容が、新当流に比べ仏教思想が濃厚なことも特徴である。
その後、諸国を巡り、京都で参内し「一刀三礼」なる秘術を演武して判官に叙せられたと伝えられているが、この話は江戸時代の文献に記されているのみで、同時代の史料にこれを記した物はない。
その後、故郷の真壁に帰り、下妻城主・多賀谷重経を始め多くの弟子に武術を教えたが、神道流の桜井霞之助を試合で殺したことを恨まれ、1587年（天正15年）、桜井の弟子達に謀殺された。
第2代の斎藤法玄は伝鬼房の子で、多くの弟子があったと伝えられる。前出の筑波大学所蔵の伝書の宛先の斎藤定盛は法玄と同一人物とする説もある。その後、法玄の弟子の斎藤牛之助が第3代となったが江戸に出奔したため、牛之助の兄弟弟子の人見熊之助が第4代となったという。
人見熊之助は人見流棒術、人見流馬術の開祖ともされ、人見の系統から加古流の開祖ともされる加古正真を輩出している。
一方、江戸に出た斎藤牛之助の弟子の日夏重能は槍術の達人で、近江に帰って天流を教えたという。
重能の子の日夏能忠は、父より斎藤牛之助の系統の天流を、加古正真より人見熊之助の系統の天流も学び、斎藤・人見の両系統を合わせた。日夏能忠の弟子の下河原恭長は天道流と改めた。下河原恭長は丹波亀山藩の剣術師範となり、明治初期まで同藩では下河原家が天道流剣術師範役を代々務めた。
これ以外には、伝鬼房の弟子の伊地知重明は天流を大隅に伝えた。（この系統は無山天流と呼ばれ、伊地知家は薩摩藩一門の垂水島津家の家臣として代々伝承した。）
江戸時代には丹波亀山藩や薩摩藩以外に、仙台藩、秋田藩（秋田藩では、天流から分かれた新天流も複数の系統に分かれて伝えられている）、会津藩、水戸藩、彦根藩、赤穂藩、中津藩など多くの地域に伝わった。
天流より分かれた流派として、新天流、島崎新天流、真天流、加古流などの流派がある。
天流の流れを汲む流派の中で天道流のみが現存している。

## 系譜
- 斎藤判官傳鬼房
  - 斎藤法玄
    - 人見熊之助
      - 斎藤右兵衛
        - 加古利兵衛正真
          - 細野六左衛門吉次
          - 村上權左衛門
            - 日夏彌助能忠

    - 斎藤牛之助
      - 日夏喜左衛門重能
        - 日夏彌助能忠

  - 小松一卜斎
    - 月岡一露斎
    - 菊地清太夫